# Movimento Sociale Fiamma Tricolore
Movimento Sociale Fiamma Tricolore (MS-FT), oftast enbart Fiamma Tricolore, är ett nyfascistiskt politiskt parti i Italien. Det grundades den 27 januari 1995 av de radikala medlemmar i Italienska sociala rörelsen som under ledning av Pino Rauti motsatte sig partiets omstöpning till Nationella alliansen. Partiet ingår varken i något europeiskt parti eller i någon partigrupp i Europaparlamentet.